# 존 미어샤이머

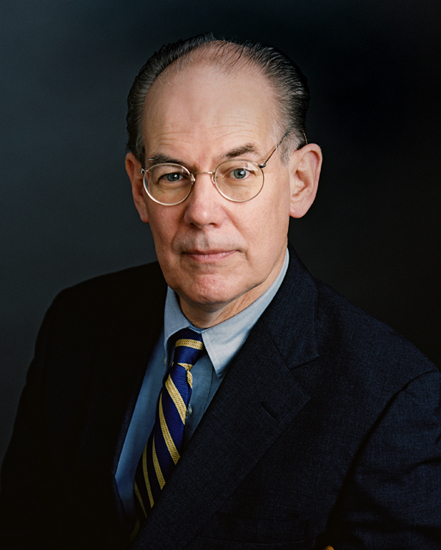

존 조셉 미어샤이머(John Joseph Mearsheimer; 1947 12월 14일 ~ )은 미국의 정치학자 및 국제관계학자로, 현실주의에 속하는 인물이다. 시카고 대학의 석좌 교수이다.
미어샤이머는 공격적 현실주의 이론을 발전시킨 것으로 가장 잘 알려져 있다. 이 이론은 강대국 간의 상호 작용이 주로 무정부적 국제 체제에서 지역 헤게모니를 달성하려는 합리적인 욕구에 의해 주도된다고 설명한다. 그는 이라크 전쟁에 대한 강력한 반대자였으며 1994년 우크라이나의 핵 포기 결정에 거의 홀로 반대했으며 핵 억지력 없이는 러시아의 침략에 항상 직면할 것이라고 예측했다.
그의 가장 논쟁적인 견해는 그가 2007년 저서 《이스라엘 로비와 미국 외교 정책》(Israel Lobby and US Foreign Policy)에서 중동에서의 미국 정부 행동에 대한 이익 단체의 영향력 주장에 관한 것이다. 그의 이론에 따르면 중국의 성장하는 힘이 중국을 미국과 충돌하게 만들 것이라고 본다.

## 학술적 업적

### 재래식 억지력
미어샤이머의 1983년의 첫 번째 책은 전쟁을 시작할 결정이 군사적 충돌의 예상 결과에 따라 어떻게 달라지는지에 대한 문제를 다루고 있다. 다시 말해, 전쟁의 결과에 대한 의사 결정자들의 믿음은 억지력의 성패에 어떻게 영향을 미치는가? 미어샤이머의 기본 주장은 잠재적인 공격자가 공격이 성공할 가능성이 낮고 비용이 많이 든다고 믿을 때 억지력이 작동할 가능성이 높다는 것이다. 그러나 잠재적 공격자가 공격이 성공할 것이라고 믿을 만한 이유가 있고 비용이 적게 든다면 억지력은 무너질 가능성이 높기 때문에 억지력의 원칙이 작동하는 것으로 널리 받아들여지고 있다. 구체적으로, 미어하이머는 억지력의 성공은 잠재적인 공격자가 이용할 수 있는 전략에 의해 결정된다고 주장한다.

### B. H. 리델 하트
그는 20세기 영국 군사 이론가 리델 하트의 지적 유산을 재평가하고 있다. 현대 군사 사상에 대한 리델 하트의 공헌에 대한 통념의 많은 부분이 허점이 있다고 주장했다.특히, 1930년대에 리델 하트가 개발한 간접적 접근 이론은 너무 모호했다. 게다가, 리델 하트의 제한적인 작전화 시도는 그가 주로 염두에 둔 것이 적군의 민간인들의 사기를 꺾는 것이 아니라 대륙의 적들을 "간접적으로" 격퇴하는 것이었음을 분명히 보여주었다. 기습 작전의 지적 기원을 간접적인 접근으로 추적하는 일반적인 관행은 따라서 잘못된 것이다. 리델 하트에 대한 미어하이머의 주장은 다양한 반응을 불러일으켰다.

### 핵 확산 및 억제
1990년 냉전 종식 후 미국과 소련군이 철수하면 유럽이 20세기 전반과 유사한 다극적 환경으로 되돌아갈 것이라고 예측한 에세이를 발표했다. 그는 이 에세이와 1993년 외무부 기고문 "우크라이나 핵 억지력 사례"에서 전쟁의 위험을 줄이기 위해 미국은 독일과 우크라이나가 핵무기를 개발할 가능성을 수용하고 과도한 국수주의의 증가를 막기 위해 노력해야 한다고 주장한다. 미-러 연합군의 이탈 이후 유럽에 대한 몇 가지 가능한 시나리오를 제시한다. 그는 핵 억지력이 없으면 독일이 다시 한번 대륙을 정복하려고 할 것이기 때문에 핵 확산이 가능한 유럽은 평화롭게 유지될 가능성이 가장 높다고 말한다.
또한 1998년과 2000년에 뉴욕 타임즈에 기고한 논평에서, 미어샤이머는 인도가 핵무기를 추구하는 것이 왜 이치에 맞는지를 설명한다. 그는 인도가 핵 억지력, 특히 중국과 파키스탄에 대한 균형을 유지하고 지역의 안정을 보장하기 위한 좋은 전략적 이유가 있다고 주장한다. 그는 또한 인도에 대한 미국의 반확산 정책을 비판했는데, 그는 이 정책이 비현실적이고 그 지역의 미국 이익에 해롭다고 생각했다.

### 이스라엘 로비와 미국의 외교 정책
2006년 3월 하버드 케네디 스쿨의 전 학장이자 국제 관계 교수였던 스티븐 월트와 함께 미국 외교 정책을 형성하는 데 있어 "이스라엘 로비"의 힘에 대해 논의하는 하버드 케네디 스쿨 정부 연구 논문과 런던 리뷰 오브 북스 글을 출판했다. 그들은 이스라엘 로비를 "미국의 외교정책을 친이스라엘적인 방향으로 이끌기 위해 적극적으로 활동하는 개인과 단체들의 느슨한 연합"이라고 정의한다. 그들은 모든 유대인들이 이스라엘에 강한 애착을 느끼는 것은 아니며, 이스라엘에 대한 미국의 지원을 육성하기 위해 일하는 개인과 단체들 중 일부는 유대인이 아니기 때문에 그것을 '유대인 로비'라고 부르는 것은 적절하지 않다고 말한다. 미어샤이머와 월트에 따르면 기독교 시온주의자들 또한 중요한 역할을 한다. 마지막으로, 그들은 로비가 전미총기협회나 농장 로비 같은 강력한 이익 단체라는 것을 강조한다. 이들의 핵심 주장은 로비가 추진하는 정책이 미국이나 궁극적으로는 이스라엘에 국익이 되지 않는다는 것이다. 이 발언들은 광범위한 언론 보도를 야기했고 반유대주의를 포함한 광범위한 논쟁으로 이어졌다. 이 글은 이후 책으로 출간됐다.

## 같이 보기
- 힘 (국제 관계)